# Gällingen, Västmanland
Gällingen är en sjö i Lindesbergs kommun i Västmanland och ingår i Norrströms huvudavrinningsområde. Sjön har en area på 0,328 kvadratkilometer och ligger 43,2 meter över havet. Sjön avvattnas av vattendraget Ullersättersbäcken.

## Delavrinningsområde
Gällingen ingår i det delavrinningsområde (659233-147980) som SMHI kallar för Mynnar i Sverkestaån. Medelhöjden är 54 meter över havet och ytan är 45,1 kvadratkilometer. Det finns inga avrinningsområden uppströms utan avrinningsområdet är högsta punkten. Ullersättersbäcken som avvattnar avrinningsområdet har biflödesordning 4, vilket innebär att vattnet flödar genom totalt 4 vattendrag innan det når havet efter 180 kilometer. Avrinningsområdet består mestadels av skog (60 procent), öppen mark (12 procent) och jordbruk (22 procent). Avrinningsområdet har 1,62 kvadratkilometer vattenytor vilket ger det en sjöprocent på 3,6 procent.